# John Adams (miniserie)

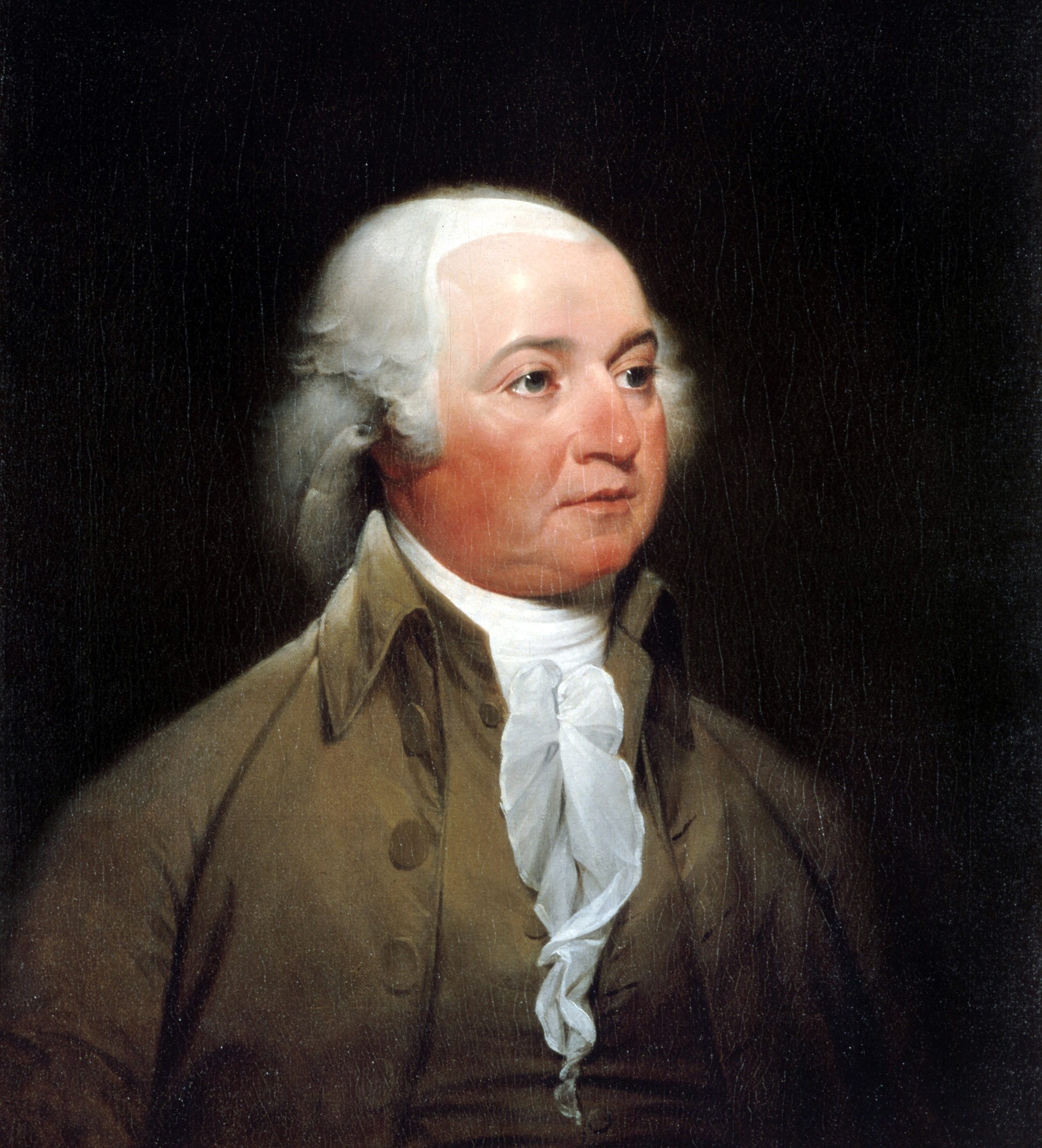
Retrato de John Adams, c. 1792-1793.

John Adams es una miniserie de televisión estadounidense emitida en 2008, que narra la vida adulta del segundo presidente de los Estados Unidos John Adams y su papel en la fundación de los Estados Unidos. La miniserie fue dirigida por Tom Hooper y protagonizada por Paul Giamatti en el papel principal. Kirk Ellis escribió el guion basado en el libro de 2001 John Adams de David McCullough. La película biográfica de Adams y la historia de los primeros 50 años de Estados Unidos fue transmitida en siete partes por HBO entre el 16 de marzo y el 20 de abril de 2008. John Adams recibió elogios generalizados de la crítica y numerosos premios prestigiosos. La serie ganó cuatro Globos de Oro y trece premios Emmy, más que cualquier otra miniserie de la historia.

## Episodios
- Part 1: Join or Die
- Part 2: Independence
- Part 3: Don't Tread on Me
- Part 4: Reunion
- Part 5: Unite or Die
- Part 6: Unnecessary War
- Part 7: Peacefield

## Reparto
- Paul Giamatti como John Adams. Delegado por Massachusetts en el Congreso Continental. Embajador ante Francia (1778/79), ante los Países Bajos (1780/82) y  ante el Reino Unido (1782/88). Vicepresidente (1789/97) y Presidente de los Estados Unidos de América (1797/01).
- Laura Linney como Abigail Adams. Mujer de John Adams y madre de Abigail Adams Smith, John Quincy Adams, Charles Adams y Thomas Adams.
- Sarah Polley como Abigail Adams Smith. Primogénita de John y Abigail Adams.
- Ebon Moss-Bachrach como John Quincy Adams. Hijo mayor de John y Abigail Adams. Embajador ante los Países Bajos (1794/97), Prusia (1797/01), Rusia (1809/14) y el Reino Unido (1815/17). Miembro del Senado de Massachusetts (1803/08) y Senador de los Estados Unidos por Massachusetts (1803/08). Secretario de Estado (1817/23) y Presidente de los Estados Unidos de América (1825/29).
- Kevin Trainor como Charles Adams. Hijo mediano de John y Abigail Adams.
- Samuel Barnett como Thomas Adams. Hijo menor de John y Abigail Adams.

- Andrew Scott como William S. Smith. Marido de Abigail Adams Smith. Teniente coronel del Ejército Continental. Secretario de John Adams. Miembro de la Cámara de Representantes de los Estados Unidos (1813/15).
- Mamie Gummer como Sally Smith Adams. Mujer de Charles Adams.

- David Morse como George Washington. Delegado por Virginia en el Congreso Continental. General y Comandante en Jefe del Ejército Continental (1775/83) y Oficial Superior del Ejército de los Estados Unidos (1798/99). Presidente de los Estados Unidos de América (1789/97).
- Stephen Dillane como Thomas Jefferson. Gobernador de Virginia (1779/81). Delegado por Virginia en el Congreso Continental. Embajador ante Francia (1785/89). Secretario de Estado (1790/93), Vicepresidente (1797/01) y Presidente de los Estados Unidos de América (1801/09). Fundador y Presidente del Partido Demócrata-Republicano.
- Tom Wilkinson como Benjamin Franklin. Presidente de la Cámara de Representantes de Pensilvania (1765). Presidente del Consejo Ejecutivo Supremo de Pensilvania (1785/88). Delegado por Pensilvania en el Congreso Continental. Director general de Correos de los Estados Unidos (1775/76). Embajador ante Francia (1778/85) y Suecia (1782/83).
- Rufus Sewell como Alexander Hamilton. Delegado por New York en el Congreso Continental. Oficial Superior del Ejército de los Estados Unidos (1799/00). Secretario del Tesoro (1789/95). Fundador y Presidente del Partido Federalista.
- Justin Theroux como John Hancock. Presidente del Congreso Provincial de Massachusetts (1774/75). Gobernador de Massachusetts (1780/85, 1787/93). Delegado por Massachusetts y Presidente del Congreso Continental (1775/77).
- Danny Huston como Samuel Adams. Presidente del Senado de Massachusetts (1782/88). Teniente Gobernador de Massachusetts (1789/93) y Gobernador de Massachusetts (1793/97). Delegado por Massachusetts en el Congreso Continental.
- Clancy O'Connor como Edward Rutledge. Gobernador de Carolina del Sur (1798/00). Delegado por Carolina del Sur en el Congreso Continental.
- Željko Ivanek como John Dickinson. Presidente de Delaware (1781/82) y Pensilvania (1782/85). Delegado por Pensilvania (1774/76) y Delawere (1779/81) en el Congreso Continental.
- John Dossett como Benjamin Rush. Cirujano General del Ejército Continental. Delegado por Pensilvania en el Congreso Continental.

## Rodaje
El rodaje de 110 días tuvo lugar de febrero a agosto de 2007 en Colonial Williamsburg, Virginia; Richmond, Virginia, y Budapest, Hungría. Algunas escenas europeas se rodaron en Keszthely, Sóskút, Fertőd y Kecskemét, Hungría. 
Oficiales británicos saquearon una sala de guerra abandonada del Ejército Continental en una escena filmada en la casa de Robert Carter. El Hospital Público de Williamsburg estaba en el fondo del campamento de tiendas del ejército continental que Adams visitó en el invierno de 1776, y que se replicó utilizando nieve con efectos especiales. El edificio Wren del College of William and Mary representaba un interior de Harvard. También se filmaron escenas en el Palacio del Gobernador. 
Los decorados, el espacio escénico, el backlot y las oficinas de producción se ubicaron en un antiguo almacén de AMF de Mechanicsville en Richmond, Virginia. Algunas escenas callejeras con aceras adoquinadas y escaparates coloniales se rodaron en barrios históricos de Washington D. C., Boston y Filadelfia. Se eligió el campo que rodea Richmond en el condado de Hanover y el condado de Powhatan para representar las áreas que rodeaban las primeras etapas de Boston, Nueva York y Filadelfia.[cita requerida]

## Recepción
La recepción crítica de la miniserie fue predominantemente positiva. En el agregador de reseñas Rotten Tomatoes, la serie tiene una calificación del 82% según 37 reseñas, con una calificación promedio de 8,56/10. El consenso de los críticos del sitio web dice: "John Adams, filmada con elegancia y relativamente educativa, es una valiosa incorporación al género, aunque su reparto deja mucho que desear". Metacritic asignó a la serie una puntuación promedio ponderada de 78 sobre 100, basada en 27 críticas, lo que indica "críticas generalmente favorables". 
Ken Tucker, de Entertainment Weekly, calificó la miniserie A-,  y Matt Roush de TV Guide, elogió las actuaciones principales de Paul Giamatti y Laura Linney.  David Hinckley, del New York Daily News, consideró que John Adams "es, simplemente, tan buena como la televisión... Lo mejor de todo son dos actuaciones extraordinarias en el centro: Paul Giamatti como Adams y Laura Linney como su esposa, Abigail... En la medida en que John Adams es una pieza de época, no es tan exuberante como, digamos, algunas producciones de la BBC, pero se ve bien y se siente bien, y a veces lo que es bueno para ti también puede ser simplemente bueno".

## Premios

### Premios Emmy
| Año  | Categoría                                                                  | Nominado        | Episodio                      | Resultado |
| ---- | -------------------------------------------------------------------------- | --------------- | ----------------------------- | --------- |
| 2008 | Mejor Miniserie                                                            |                 |                               | Ganador   |
| 2008 | Mejor guion en una miniserie, película o especial dramático                | Kirk Ellis      |                               | Ganador   |
| 2008 | Mejor actor principal en una miniserie o telefilme                         | Paul Giamatti   |                               | Ganador   |
| 2008 | Mejor actriz principal en una miniserie o telefilme                        | Laura Linney    |                               | Ganador   |
| 2008 | Mejor actor de reparto en una miniserie o telefilme                        | Tom Wilkinson   |                               | Ganador   |
| 2008 | Mejor dirección artística en una miniserie, telefilme o especial           |                 |                               | Ganador   |
| 2008 | Mejor casting en una miniserie, telefilme o especial                       |                 |                               | Ganador   |
| 2008 | Mejor fotografía en una miniserie o telefilme                              |                 | Episodio 2, Independence      | Ganador   |
| 2008 | Mejor vestuario en una miniserie, telefilme o especial                     |                 |                               | Ganador   |
| 2008 | Mejor maquillaje en una serie, miniserie, telefilme o especial (Protésico) |                 |                               | Ganador   |
| 2008 | Mejor edición de sonido en una miniserie, telefilme o especial             |                 | Episodio 3, Don't Tread On Me | Ganador   |
| 2008 | Mejor mezcla de sonido en una miniserie o telefilme monocámara             |                 | Episodio 3, Don't Tread On Me | Ganador   |
| 2008 | Mejores efectos visuales especiales en una miniserie, telefilme o especial |                 |                               | Ganador   |
| 2008 | Mejor dirección - Miniserie, telefilme o especial dramático                | Tom Hooper      |                               | Nominado  |
| 2008 | Mejor actor de reparto en una miniserie o telefilme                        | Stephen Dillane |                               | Nominado  |
| 2008 | Mejor actor de reparto en una miniserie o telefilme                        | David Morse     |                               | Nominado  |
| 2008 | Mejor fotografía en una miniserie o telefilme                              |                 | Episodio 3, Don't Tread On Me | Nominado  |
| 2008 | Mejor peluquería en una miniserie, telefilme o especial                    |                 |                               | Nominado  |
| 2008 | Mejor maquillaje en una miniserie, telefilme o especial (No protésico)     |                 |                               | Nominado  |
| 2008 | Mejor guion en una miniserie, película o especial dramático                |                 | Episodio 2, Independence      | Nominado  |
| 2008 | Mejor montaje en una miniserie, telefilme o especial monocámara            |                 | Episodio 2, Independence      | Nominado  |
| 2008 | Mejor edición de sonido en una miniserie, telefilme o especial             |                 | Episodio 6, Unnecessary War   | Nominado  |
| 2008 | Mejor mezcla de sonido en una miniserie o telefilme monocámara             |                 | Episodio 5, Unite Or Die      | Nominado  |

### Globos de Oro
| Año  | Categoría                                              | Nominado      | Resultado |
| ---- | ------------------------------------------------------ | ------------- | --------- |
| 2009 | Mejor miniserie o telefilme                            |               | Ganador   |
| 2009 | Mejor actriz de miniserie o telefilme                  | Laura Linney  | Ganador   |
| 2009 | Mejor actor de miniserie o telefilme                   | Paul Giamatti | Ganador   |
| 2009 | Mejor actor de reparto de serie, miniserie o telefilme | Tom Wilkinson | Ganador   |

### Premios del Sindicato de Actores
| Año  | Categoría                                          | Nominado      | Resultado |
| ---- | -------------------------------------------------- | ------------- | --------- |
| 2009 | Mejor actriz de televisión - Miniserie o telefilme | Laura Linney  | Ganador   |
| 2009 | Mejor actor de televisión - Miniserie o telefilme  | Paul Giamatti | Ganador   |
| 2009 | Mejor actor de televisión - Miniserie o telefilme  | Tom Wilkinson | Nominado  |